# Lipocosmodes
Lipocosmodes là một chi bướm đêm thuộc họ Crambidae.